# Henry, pioggia di sangue
Henry, pioggia di sangue (Henry: Portrait of a Serial Killer) è un film del 1986, diretto da John McNaughton.
La pellicola è liberamente ispirata alla vita del serial killer Henry Lee Lucas.

## Trama
Il serial killer nomade Henry incontra Otis, un vecchio amico conosciuto in galera, a Chicago. Otis viene poi raggiunto dalla sorella Becky, scappata da un matrimonio burrascoso nella città d'origine. La donna si invaghisce di Henry, che inizia Otis all'omicidio seriale. Dopo diversi omicidi, Becky rivela ad Henry di voler tornare a casa e che vorrebbe tanto che lui la seguisse. Quella sera Otis, ubriaco, cerca di violentare Becky ma viene ucciso da Henry. Dopo essersi sbarazzati del corpo Henry e Becky fuggono e passano la notte in un motel. Il mattino seguente Henry esce dalla stanza e monta in macchina da solo. A un certo punto si ferma sul ciglio della strada e, dopo aver atteso il passaggio di alcune auto, scarica una grossa valigia macchiata di sangue e riparte.

## Produzione
Film a basso costo (venne infatti girato in meno di un mese con un budget di circa 110.000 dollari), è ispirato alla storia vera di Henry Lee Lucas. Si tratta del secondo film ispirato al serial killer dopo Confessions of a Serial Killer del 1985, diretto da Mark Blair. Anziché narrare i fatti secondo un punto di vista oggettivo, Henry, pioggia di sangue mostra delle vicende ispirate ad alcune delle confessioni del killer.
Si scoprì infatti che la maggior parte dei circa 600 omicidi confessati da Lucas erano stati descritti falsamente; molte persone ritengono infatti che non fosse nemmeno un serial killer, ma soltanto un bugiardo patologico con un limitato numero di omicidi alle spalle. Anche chi crede che Lucas fosse un serial killer è piuttosto scettico nel credere che abbia ucciso centinaia di vittime. Gli omicidi per cui venne effettivamente condannato furono soltanto 11, e anche su quelli permangono dei dubbi.
Un cartello dei titoli di testa dichiara che i personaggi di Otis e Becky sono fittizi, ma questo stratagemma venne probabilmente usato per evitare ai produttori conseguenze legali. Il personaggio di Otis corrisponderebbe al suo compagno di crimini Ottis Toole, mentre sua sorella Becky corrisponderebbe alla cugina di Ottis, Frieda "Becky" Powell, che ebbe realmente una relazione sentimentale con Lucas. I cognomi dei protagonisti non sono mai pronunciati nel film.

## Distribuzione
Negli Stati Uniti non venne distribuito prima del 1989 a causa dei ripetuti disaccordi con la MPAA riguardo ai suoi contenuti violenti. Il film venne poi fatto uscire non censurato. Non apparve nel Regno Unito prima del 1993, e due minuti di scene violente vennero rimossi dalla BBFC. Una versione non censurata del film venne comunque distribuita in Inghilterra nel 2003.
Nel 2005 venne annunciata la distribuzione di un'edizione speciale in due dischi, che però avvenne solo dal 3 dicembre 2009. Doveva includere due versioni del film con montaggio diverso, un commento del regista, dei documentari sulla realizzazione, e un documentario sulla vita di Henry Lee Lucas.

## Accoglienza
Il film non fu un campione d'incassi, ma, grazie alle sue atmosfere oscure e tenebrose, è diventato un classico tra i fan dei film horror. in particolare del sottogenere slasher, e può ormai essere considerato un cult.
Nel 1996 venne realizzato il sequel Henry II: Portrait of a Serial Killer, diretto da Chuck Parello e con Neil Giuntoli al posto di Michael Rooker nel ruolo di Henry. Nonostante abbia avuto alcune critiche positive, il sequel non ha raggiunto la popolarità del precedente.

## Nella cultura di massa
Nel film Caro diario il protagonista Nanni Moretti critica fortemente la pellicola e il giudizio positivo dato da alcuni addetti ai lavori.

## Riconoscimenti
- 1990 – Sitges
  - Miglior film

- 1991 – BIFFF
  - Corvo d'Argento